# فيات 3000
فيات 3000 (بالإيطالية: Fiat 3000)‏ ، كانت دبابة فيات 3000، استندت التصميم من رينو الفرنسية FT - 17، الدبابة الأولى التي يتم إنتاجها في إيطاليا. كان لها أن تكون الدبابة من مستوى الوحدات المدرعة الناشئة في الحرب العالمية الأولى.

## تاريخ
على الرغم من بناء 1400 وحدة، تم التسليم من بداية مايو 1919، تسببت نهاية الحرب إلى إلغاء النظام الأصلي، وسلمت 100 فقط. دخلت فيات 3000 الخدمة في عام 1921 وعينت رسميا باسم شركة فيات كارو. تتألف من اثنين من المدافع الرشاشة 6,5 مم، ولم تكن كافية، وطور إلى مدفع 37 ملم.
تم اختبار الإصدار، المسلح بمسدس 37/40، في عام 1929 واعتمد رسميا في عام 1930، بالإضافة إلى تحسن تسليحها، واختلفت أيضا من طراز 21 لأنه كان محرك لتحسين وتطوير المزيد من الطاقة ونظام تعليقها، كما أنتجت بعض تلك النماذج مع اثنين من 6.5 ملم ورشاشات تسليح رئيسي، كما في نموذج 21، بدلا من بندقية 37 ملم. وقد تم تصدير عدد محدود من السيارات موديل 21 إلى ألبانيا، ولاتفيا، وأثيوبيا قبل عام 1930.
تم تغيير التسميات من هذه الدبابات قبل اندلاع الحرب العالمية الثانية، وفقا لنظام تحديد الهوية الذي اعتمد طوال فترة الحرب من قبل الإيطاليين. أعيدت تسمية الموديل (21)، إلى L.5/21، وأعيدت تسمية الموديل 30 إلى L.5/30. تم استخدام هذا النوع من الدبابات في الحرب الإيطالية الإثيوبية الثانية والحرب العالمية الثانية.

## وصلات خارجية
- تاريخ فيات 3000